# Корейський національний спортивний університет
Корейський національний спортивний університет (Кор. 한국체육대학교) — єдиний комплексний спортивний університет у Південній Кореї. Розташований у районі Сонгпа-Гу у Сеулі. Заснований у 1976 році та повністю відчинений у березні наступного року.

## Ціль університету
Навчальна ціль — тренування спортсменів міжнародного рівня та професійних лідерів у шкільному спорті та суспільному спорті. Усі студенти катедри фізичного виховання мають право на безкоштовне навчання у університеті.

## Історія
Університет був заснований під назвою «Корейський національний спортивний університет» відповідно до указу президента Південної Кореї № 8322 від 30 грудня 1976 року та прийняв перших студентів у березні 1977 року. На момент заснування, університет розташовувався у будівлі нинішнього Сеульського національного університету науки та технологій, а школа працювала у орендованій будівлі інженерного коледжу Сеульського національного університету.
На той момент єдиною катедрою був факультет фізичного виховання, де навчалося близько 120 студентів.
У серпні 1978 року школа переїхала до нового будинку школи у Конниндоні. У листопаді 1982 року було затверджено аспірантуру та відкрито магістерську програму з фізичного виховання, а 1983 року створено факультет спортивної орієнтації.
У серпні 1995 року університет перенесли у нінішню будівлю у Орюн-Доні.

### Минулі декани
1. Перший президент ― Рю Кин Сок (08.1977 — 09.1980)
2. Пак Чхоль Бін — (09.1980 — 09.1984)
3. Пак Чхоль Бін — (09.1984 — 12.1988)
4. Чон Дон Гу — (12.1988 — 12.1992)
5. Сон Сок Йон — (12 Грудня 1992 — 1 Вересня 1995)

### Президенти
1. Засновник Сон Сок Йон — (1995.01 — 1996.12)
2. Лі Сан Чхоль — (12 грудня 1996 — 12 грудня 2000)
3. Лі Чон Му — (2000.12 — 2004.12)
4. Лі Син Гук — (2004.12 — 2008.12)
5. Кім Чен Ук — (3 березня 2009 — 3 березня 2013 р.)
6. Тимчасовий Виконувач обов'язків Йонхі Чон — (3 березня 2013 — 2 лютого 2015 р.)
7. Кім Сончжо — (2015.02 — 2019.02)
8. Ан Йонгю — (2019.03 — 2023.03.)
9. Вондже Мон (2023.04 — …)

## Транспорт

### Автобус
- Зупинка Seoul Sports Middle and High School
- Зупинка біля середньої та старшої школи Посон
- Зупинка біля торгівельного центру Dunchon General

### Метро
- 5 лінія метрополітену — станція Дунчхондон
- 5 лінія метрополітену та 9 лінія метрополітену — станція Олімпійський парк

## Скандали

### Незаконні біологічні експерименти
16 вересня 2014 року газета Newstapa та член національної ассамблеї Південної Кореї Чон Джін проаналізували документи університету та заявили, що нібито професори та аспіранти проводили незаконні біологічні експерименти.
У статті були розміщені не лише відомості про студента, який став об'єктом незаконного експерименту, але й документ, що містить зміст експерименту, і й відео експерименту на людях/ Згідно зі звітом поліції, схоже, що студентів заманювали на підставі того, що їм можуть поставити добрі оцінки. У документі стверджується, що він орієнтований на жінок середнього віку. В іншій статті говорилося, що експеримент проводився на 18 студентах університету. Кажуть, що студент, який став об'єктом експерименту, переніс нервовий параліч та біль, і йому довелося відмовитись від своєї мрії стати національним представником.

### Напад на гандбольний клуб
З повідомлень ЗМІ стало відомо, що у гандбольному клубі Університету стався інцидент із нападом, коли старший гравець за віком погрожував молодшому за віком гравцю зброєю та вилив на нього гарячий рамен. Повідомляється, що серед злочинців були члени олімпійської збірної. Незважаючи на те, що жертва повідомила про напад тренеру команди, жодних додаткових дій не було здійснено, крім усунення злочинця від тренувань. Повідомляється, що Корейська гандбольна асоціація не отримала жодного повідомлення, оскільки університет не знал про інцидент. Корейська спортивна рада оголосила, що планує звернутися до Асоціації гандболу з проханням дискваліфікувати одного зі злочинців, який є членом національної збірної. Проте за адміністративним позовом відстороненого гравця гандбольної команди, суд ухвалив рішення про скасування відрахування. Суд «скасував вирок для винуватця у справі про „насильство у гандбольному клубі“».

### Звинувачення професора у хабарництві
У липні 2023 року був заарештований професор Університету, який перебував у бігах. Було встановлено, що професор отримав загалом 70 мільйонів вон від восьми докторантів з 2014 року до виходу на пенсію у 2020 році, і, будучи деканом аспірантури з 2018 до 2019 року, студенти давали йому гроші для вступу та проходження дисертації. Студент який дав професору гроші та цінні речі, розповів SBS: «Професор попросив за вступ 10 мільйонів, а коли я заплатив 7 мільйонів через сімейні обставини, він виявив ознаки дискомфорту». Поліція також розслідувала справи аспірантів, які давали хабарі на вимогу професора. Частину з них було оштрафовано.
Але університет не предприйняв ніяких дій по відношенню до професора, та до 2023 року він зберігав статус професора.